# Instituto Centroamericano de Administración de Empresas
El Instituto Centroamericano de Administración de Empresas (conocido internacionalmente como INCAE Business School) es una escuela de negocios internacionales ubicada en el campus Walter Kissling Gam en Costa Rica. La publicación The Financial Times clasificó al INCAE como un programa de Maestría en Administración de Empresas de primer nivel mundial y The Wall Street Journal lo ubicó entre las diez mejores escuelas de negocios internacionales del mundo.
La institución fue fundada por la Escuela de Negocios de Harvard en 1964. Aunque el INCAE funciona de manera independiente, se adhiere al plan de estudios de Harvard. También promulga el Método de Estudios de Casos de Harvard, el cual permite a los estudiantes examinar situaciones empresariales pasadas y actuales, lo que les da dos años de experiencia indirecta en el mundo real en todas las industrias y regiones. Mientras que la mayoría de los casos son traducciones de los estudios de la escuela de negocios estadounidense, los estudiantes del INCAE reciben además estudios de mercados emergentes de América Latina.
El INCAE ofrece una Maestría en Administración de Empresas de dos años en Costa Rica.